# Еркинов, Шукир Танатырович
Шукир Танатырович Еркинов (1924, Казахстан — 23.10.1949) — разведчик-наблюдатель 43-го отдельного истребительного противотанкового артиллерийского дивизиона 222-й Смоленской стрелковой дивизии 33-й армии 1-го Белорусского фронта, сержант — на момент представления к награждению орденом Славы 1-й степени.

## Биография
Родился 1924 году в поселке Миялы Кызылкугинского района Атырауской области Республики Казахстан . Казах. Член ВКП с 1944 года. Жил в Уильском районе Актобенской области. Весной 1942 года окончил среднюю школу.
В августе 1942 года Хобдинским райвоенкоматом был призван в Красную Армию. Воевал на Западном, 1-м, 2-м и 3-м Белорусских фронтах. К лету 1944 года служил разведчиком в артиллерийском дивизионе. Отличился в боях за освобождение Белоруссии, Польши и на территории Германии.
В июне 1944 год в бою у деревни Курманово сержант Еркинов уничтожил двух противников и одного взял в плен. Приказом от 5 июля 1944 года за мужество и отвагу проявленные в бою сержант Еркинов Шукир Танатырович награждён орденом Славы 3-й степени.
9 января 1945 года в районе польского города Томашув-Мазовецки Еркинов с группой разведчиков ликвидировал вражескую засаду в составе 5 человек и разминировал дорогу, чем обеспечил выполнение боевой задачи подразделением. Приказом от 18 февраля 1945 года за мужество и отвагу проявленные в бою сержант Еркинов Шукир Танатырович награждён орденом Славы 2-й степени.
28 апреля 1945 года в бою за населенный пункт Кушков сержант Еркинов с разведчиками ворвался в дом, где засели противники. В результате были взяты 25 «языков» — 24 солдата и 1 офицер. Пленные дали ценные сведения. Советские бойцы обошли укрепления, ворвались в Кушков и выбили противника. При этом было уничтожено до 150 противников и 80 взято в плен.
Указом Президиума Верховного Совета СССР от 15 мая 1945 года за исключительное мужество, отвагу и бесстрашие, проявленные на заключительном этапе Великой Отечественной войны в боях с вражескими захватчиками сержант Еркинов Шукир Танатырович награждён орденом Славы 1-й степени.
После Победы отважный разведчик остался в армии. Гвардии старшина Еркинов был демобилизован в 1947 году. Жил в городе Гурьев. Работал налоговым инспектором в облфинотделе. Умер 23 октября 1949 года.
Награждён орденами Славы 3-х степеней, медалями.